# Ham, Wiltshire
Ham är en ort och civil parish i Storbritannien.   Den ligger i grevskapet Wiltshire och riksdelen England, i den södra delen av landet, 100 km väster om huvudstaden London. Ham ligger 140 meter över havet och antalet invånare är 152.
Terrängen runt Ham är platt, och sluttar norrut. Runt Ham är det ganska tätbefolkat, med 222 invånare per kvadratkilometer. Närmaste större samhälle är Andover, 17,2 km söder om Ham. Trakten runt Ham består till största delen av jordbruksmark.